# Mirita Casimiro
Mirita Casimiro war der Künstlername von Maria Zulmira Casimiro de Almeida (* 10. Oktober 1914 in Viseu; † 25. März 1970 in Cascais), eine  Schauspielerin und Sängerin aus Portugal. Sie war dort zwischenzeitlich eine äußerst populäre Revueschauspielerin und Sängerin. Sie war als temperamentvolle Schauspielerin bekannt und ist heute vor allem durch ihren einzigen großen Kinofilm in Erinnerung geblieben.

## Leben

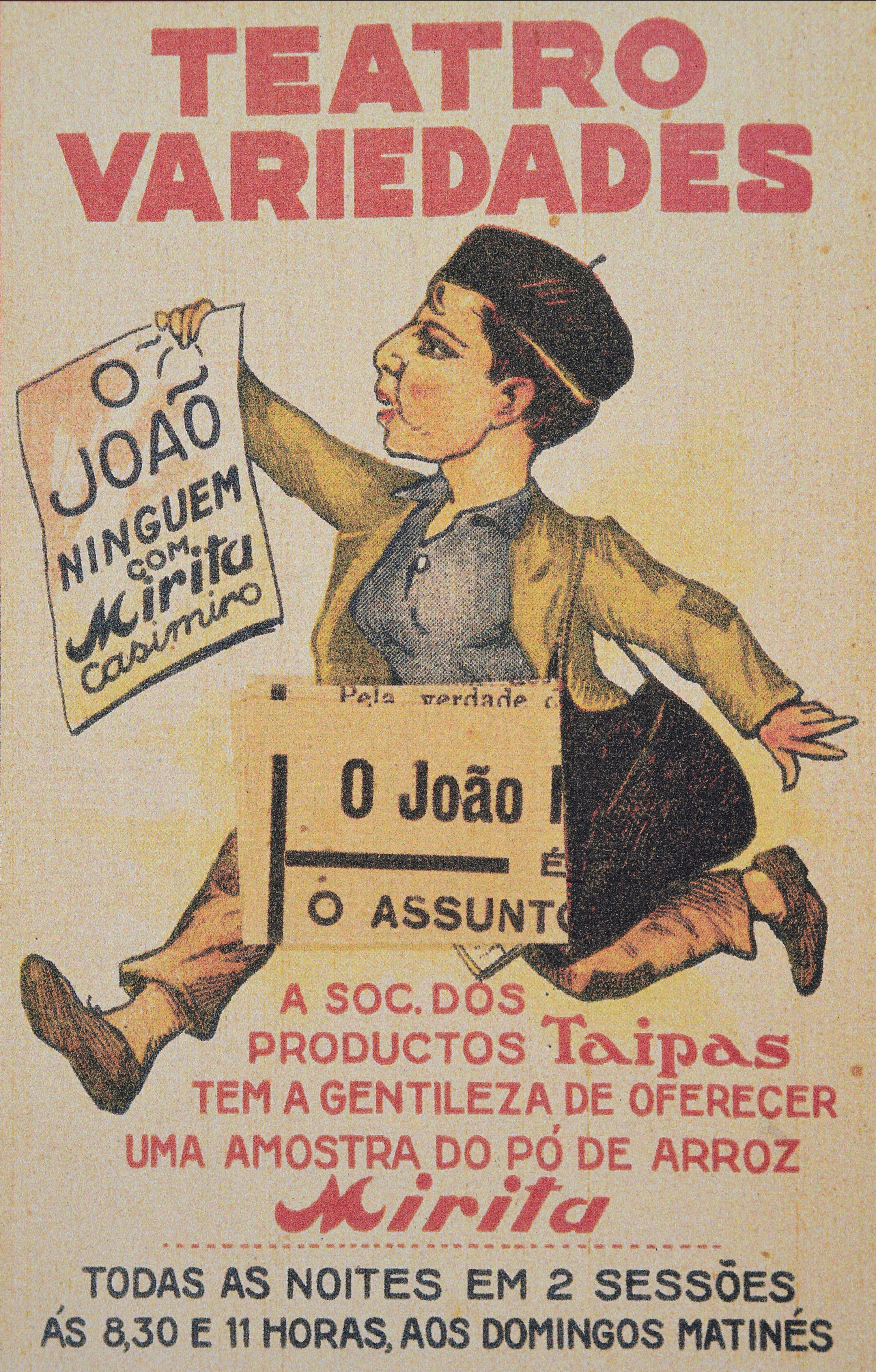
Plakat für die Komödie João Ninguém am Teatro Variedades, mit dem Mirita Casimiro 1936 zum Bühnenstar wurde.

Wie schon ihr Großvater Manuel Casimiro de Almeida war auch ihr Vater José Casimiro de Almeida ein bekannter Stierkampfreiter. Sie wuchs in ihrer Heimatstadt Viseu in der Region Beira auf. Später ging sie nach Lissabon, um dort Theater zu spielen. 1935 gab sie ihr Debüt auf einer professionellen Bühne, als sie einige Lieder aus ihrer Heimatregion in der Revue Viva a Folia! am Teatro Maria Vitória sang. Die Zeitungen lobten sie überschwänglich, und sie wurde zum Publikumsmagneten der Produktion. Noch im gleichen Jahr brillierte sie in zwei weiteren Produktionen am Maria Vitória (Milho-Rei und Anima-Te Zé), und sie wurde zur gefragten Revueschauspielerin. 1936 stieg sie dann mit ihrer Rolle in der Komödie João Ninguém zum Bühnenstar auf, und das Stück kehrte danach immer wieder auf den Spielplan des Maria Vitória zurück (zuletzt 1955). Auch das Portugiesische Kino rief sie, und ihr Kinodebüt Maria Papoila von 1937 reihte sich in die erfolgreichen portugiesischen Komödien der Zeit ein, die Comédias portuguesas.
Es folgten erfolgreiche Operetten wie Ribatejo 1939 oder Colete Encarnado 1940 und Revuen wie Olaré Quem Brinca 1940 oder O Retiro dos Patacos 1941, die ihren Ruf festigten.
Am 14. August 1941 heiratete sie den populären Schauspieler und erfolgreichen Drehbuchautor Vasco Santana, mit dem sie fortan ein populäres Bühnenduo bildete, mit erfolgreichen Auftritten in Revuen wie Cantiga da Rua (1943), Baile de Máscaras (1944 am Teatro Maria Vitória) oder Alto-Lá com o Charuto (1945 am Teatro Variedades), und Operetten wie das enorm erfolgreiche A Invasão 1945, die sie auf den Höhepunkt ihrer Karriere führten.
Nachdem ihre Ehe mit Santana zerbrochen war, blieben ihr die Bühnen Lissabons zunehmend verwehrt. Sie trat noch in einigen Revuen auf (Ó ai ó Linda 1947, Tico, Tico und O Pirata da Perne de Pau 1948), doch ging es mit ihrer Karriere weiter bergab. Anfang der 1950er Jahre war sie ganz vom Erfolg verlassen. Nach einigen weitgehend unbeachteten Revuen (darunter Viva o Homem 1954 am Teatro Avenida) verließ sie Portugal und ging im März 1956 nach Brasilien, wo sie in Theater, Radio und Fernsehen auftrat.
In Brasilien konnte sie jedoch keine bedeutende Karriere aufbauen, und sie kehrte im November 1964 nach Portugal zurück, mit dem Entschluss, eine neue Phase in ihrer Entwicklung einzuläuten. 1965 wurde sie Mitglied im Ensemble des Teatro Experimental in Cascais und kehrte dort im Januar 1966 in Garcia Lorcas A Casa de Bernarda Alba auf die Bühne zurück, inszeniert von Carlos Avilez. Doch auch die nachfolgenden Rollen brachten ihr den alten Ruhm nicht wieder, selbst für sie maßgeschneidert wirkende Rollen wie in Maluquinha de Arroios (1966) oder O Comissário de Polícia (1968) führten sie nicht zu größerem Erfolg zurück. Ihr zweiter Kinofilm, Herlander Peyroteos Um Campista em Apuros (1967), blieb weitgehend unbeachtet, und auch ihre Rollen in Fernsehfilmen und Theateraufzeichnungen für das staatliche Fernsehen RTP brachten ihr nur wenig Aufmerksamkeit.
Am 12. November 1968 erlitt sie einen Autounfall in Porto, in dessen Folge sie nicht wieder auf der Bühne stehen konnte. Am 25. März 1970 tötete sie sich in ihrem Haus in Cascais.

## Filmografie

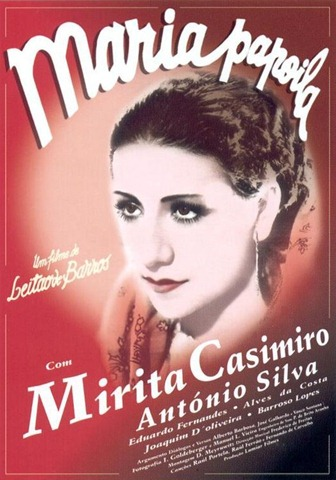
Filmplakat zu Maria Papoila (1937), mit Mirita Casimiro als Gesicht des Films

- 1937: Maria Papoila, Regie: José Leitão de Barros
- 1966: Harpa de Ervas (TV)
- 1967: Aventuras (TV)
- 1967: O Que Aconteceu ao Senhor Twemlow? (TV)
- 1967: Dona Xepa (TV)
- 1967: Mar (TV)
- 1967: D. Quixote (TV)
- 1968: Um Campista em Apuros, Regie: Herlander Peyroteo
- 1968: Dom Duardos (TV)
- 1968: Margarida e o Demo (TV)